# Nelson Schoenen
Nelson Schoenen is een Nederlands familiebedrijf dat in 1949 is opgericht in Haarlem. Het bedrijf heeft ruim 100 winkels verspreid over Nederland, en heeft daarnaast een webwinkel waar voornamelijk schoenen en schoenaccessoires verkocht worden, maar ook tassen en kleding. Er werken in 2023 circa 1100 mensen binnen het bedrijf.

## Geschiedenis
Nelson is een familiebedrijf dat in 1949 haar eerste winkel opende in Purmerend. Het bedrijf is destijds opgericht door H.N.J. Neelissen. In 2023 staat de derde generatie, broers René en Paul Neelissen, aan het hoofd van het bedrijf.
In 2010 opende Nelson een webwinkel, waardoor klanten zowel via het internet als via de webzuilen in de winkel schoenen konden aanschaffen. Na de start van de online verkoop zijn er ook nog tientallen fysieke winkels bijgekomen. 
Behalve via de eigen (web)winkels worden producten van het merk ook verkocht door derden, waaronder WE, Wehkamp, Bol.com, Kleertjes.com, Amazon.nl en Zalando. 

## Hoofdkantoor
Het hoofdkantoor is gevestigd in Hoofddorp op industrieterrein De President. Bij het hoofdkantoor bevindt zich het distributiecentrum. Van daaruit worden de producten verzonden naar de filialen in Nederland.

## Overnames
In 2015 nam Nelson vier van de 11 filialen van het failliete Taft Schoenen over.  
Daaropvolgend nam de schoenketen in 2016 20 Dolciswinkels, onderdeel van Macintosh, over. In 2019 werd schoenretailer Leemans overgenomen na faillissement. Verder lijfde het bedrijf Bovendeert, Avance en Brantano in. Bovendien is er sprake geweest van een overname van online retailer Shoemixx die plaatsvond in 2012, als een van de eerste online schoenenwinkels.
Naast winkels met een breed merkaanbod heeft het bedrijf ook speciaalzaken voor een enkel merk. Daaronder vallen in 2024 de merken Skechers, Timberland en ECCO.